# Kurl
Kurl (bis 1915 Courl) ist ein nordöstlich gelegener Ortsteil von Dortmund und gehört zum Stadtbezirk Scharnhorst. Der Ort liegt auf einer Höhe von 67 m ü. NN. Kurl wird oft zusammen mit seinem östlichen Nachbarstadtteil Husen als Kurl-Husen bezeichnet, da beide Stadtteile nahtlos ineinander übergehen.

## Geographie
Kurl liegt etwa zehn Kilometer nordöstlich der Dortmunder Innenstadt. Im Süden Kurls überwiegen Einfamilienhäuser und Reiheneigenheime in ruhigen Wohnstraßen. Im Norden befindet sich die waldnahe Einfamilienhaussiedlung rund um die Lange Wiese sowie Zechenhäuser der Zeche Kurl. Relativ zentral gelegen ist die kleine Hochhaus-Siedlung im Gebiet Baumwirtsweg/Pöllerstraße, die Mitte der 1970er-Jahre entstand.
Im Südwesten umfasst die Gemarkung Kurl Teile des Naturschutzgebiets Buschei, im Westen das Naturschutzgebiet Alte Körne sowie in nordöstlicher Richtung Teile des Kurler Busches, ebenfalls ein Naturschutzgebiet.

## Geschichte
Kurl wurde erstmals 1189 als parrochia Curlare urkundlich  erwähnt. In einer Urkunde aus dem Jahr 1216 über das Besetzungsrecht der Pfarrstelle in Asseln wird ein werimboldus pastor eccle in Kurlare genannt. Vor und um 1220 wurde der Ort als Curlere in den Vogteirollen des Stifts Essen geführt. 1229 wird ein Wigbertus de Curlar, 1304 ein Thilemannus de Curlare und 1306 ein Hermannus de Curlare urkundlich erwähnt. Um 1412 erscheint Kurlere im Urbar der Reichsabtei Werden und im Lehnsregister Limburg-Styrum zwischen 1364 und 1495. Im Jahr 1569 wurde ein Jost von der Recke zu Curler in einer Urkunde des Klosters Clarenberg genannt. 1715 wurde der Ort Courll, 1839 Curl, 1907 Courl und 1932 mit dem heutigen Ortsnamen Kurl geschrieben.
Kurl gehörte im Spätmittelalter und der Frühen Neuzeit in der Bauerschaft Grevelkuylre, im Kirchspiel Kurl und Amt Unna (historisch) zur Grafschaft Mark. Laut dem Schatzbuch der Grafschaft Mark von 1486 hatten in der Bauerschaft 22 Steuerpflichtige Hofbesitzer zwischen 1 oirt und 6 Goldgulden an Abgabe zu leisten. Darunter der Schult van Kuyrler mit einer Abgabe von 4 Goldgulden. Im Jahr 1705 waren im Kirspel Curl 26 Steuerpflichtige mit Abgaben an die Rentei Unna im Kataster verzeichnet. Größte Steuerzahler waren die Hofbesitzer Ostermann und Schulte.
Die Deutung des Ortsnamens bleibt unklar, kann aber möglicherweise mit Wald an einer Krümmung des Körnebachs umschrieben werden.
Kern der Ansiedlung war das Haus Kurl, ein Herrensitz am Körnebach, der lange Zeit die einzige Ansiedlung an einer alten Verbindungsstraße zwischen Hellweg und Ruhr sowie der Lippe war. Nach der Reformation wurde die Kurler Gemeinde wie die der umliegenden Dörfer evangelisch, doch schon 1619 kehrte man zum katholischen Glauben zurück. Lange Zeit blieb Kurl die einzige katholische Gemeinde im Umkreis, und es ist bis heute überwiegend katholisch geprägt.
Bis zur Mitte des 19. Jahrhunderts war Kurl ein kleiner Ort mit weniger als zwanzig Haushalten. Erst die Gründung der Zeche Kurl in Husen und Kurl brachte einen großen Anstieg der Einwohnerzahl; der Bergbau wurde zur Haupteinnahmequelle. 1906 erwarb die Bergbau-Firma C. Deilmann in Kurl ein Grundstück und errichtete neue Fertigungshallen, in denen viele Menschen Beschäftigung fanden.
Im 19. Jahrhundert war Kurl eine Landgemeinde im Landkreis Dortmund und Amt Brackel. 1895 hatte die Gemeinde (plus 3 Wohnplätze) eine Fläche von 2,31 km². Es gab 34 Wohngebäude mit 51 Haushaltungen und 296 Einwohnern.
Am 2. September 1915 wurde die Gemeinde Courl in Kurl umbenannt. Am 1. April 1928 wurde sie nach Dortmund eingemeindet.

## Bevölkerung
Am 31. Dezember 2018 lebten 3.703 Einwohner in Kurl.
Struktur der Husener Bevölkerung:
- Bevölkerungsanteil der unter 18-Jährigen: 17,6 % [Dortmunder Durchschnitt: 16,2 % (2018)][9]
- Bevölkerungsanteil der mindestens 65-Jährigen: 27,6 % [Dortmunder Durchschnitt: 20,2 % (2018)][10]
- Ausländeranteil: 9,1 % [Dortmunder Durchschnitt: 18,2 % (2018)][11]
- Arbeitslosenquote: 6,5 % [Dortmunder Durchschnitt: 9,8 % (2018)][12]

Das durchschnittliche Einkommen in Kurl-Husen liegt etwa 15 % über dem Dortmunder Durchschnitt.
Kurls Sozialstrukturdaten weichen sehr von denen des übrigen Dortmunder Nordens ab und ähneln eher denen des wohlhabenderen Dortmunder Südens. Neben Kurl trifft das im Norden nur auf den Nachbarstadtteil Husen, auf Grevel, den Süden Lanstrops, auf Brechten und Holthausen zu.
Kurl ist eine der wenigen CDU-Hochburgen in Dortmund. Jedoch liegt der Stadtteil im gemeinsamen Wahlbezirk mit dem eher sozialdemokratisch geprägten Husen. Aus diesem Grunde erreichte bei den Ratswahlen meistens die SPD einen höheren Stimmenanteil.

### Bevölkerungsentwicklung
| Jahr      | 2003 | 2008 | 2010 | 2013 | 2018 |
| --------- | ---- | ---- | ---- | ---- | ---- |
| Einwohner | 3901 | 3721 | 3640 | 3709 | 3703 |

## Infrastruktur
In Kurl findet sich der Bahnhof Kurl auf der Magistrale Dortmund–Hamm, das St.-Elisabeth-Krankenhaus, einiges an Gewerbe und auch noch landwirtschaftliche Betriebe.

## Sehenswürdigkeiten

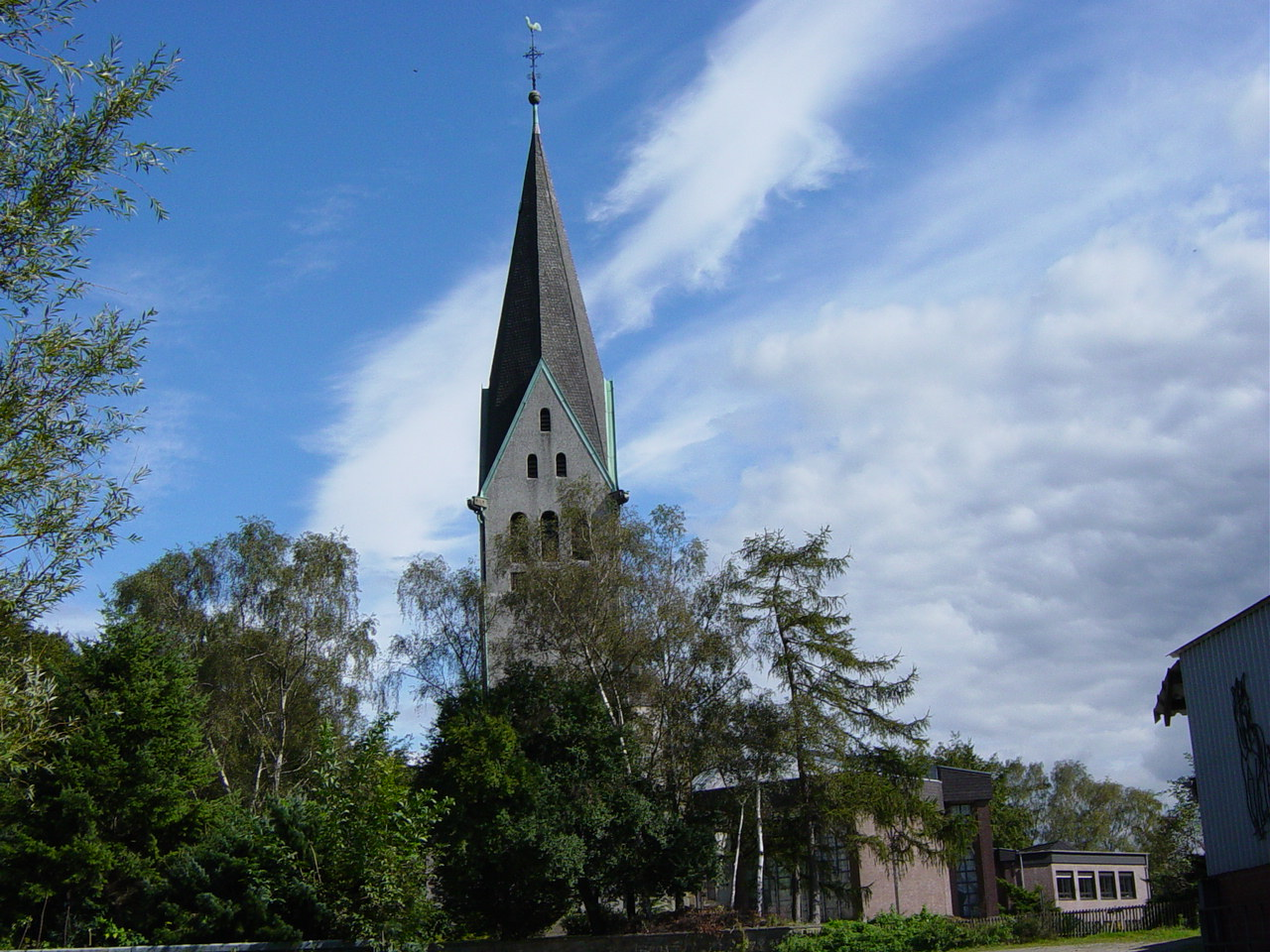
St. Johannes Baptist

### Katholische Kirche
In der schlichten einschiffigen Kirche aus dem 18. Jahrhundert findet sich ein kaum beachteter Taufstein aus romanischer Zeit (etwa erste Hälfte des 12. Jahrhunderts). Naive Skulpturen, eine frühe Entwicklung, überziehen die zylindrische Wandung, auf der der Eindruck eines Teppichmusters entsteht. Man erkennt zwei- und vierbeinige Tiere, Engel in primitiver Frontalität, stilisierte Pflanzen, Rosettenkombinationen. Ein unterer Fries besteht aus Stern- und Kreuzmustern, eines der oberen Muster bildet ein schlangenartiges, geflügeltes Wesen mit gewelltem Leib. Als obere und untere Abschlüsse finden sich Tauwülste, die – verdoppelt und flacher behandelt – auch als senkrechte Abgrenzungen der Bildfelder dienen. In ihrer Art erinnern die Skulpturen an die Kapitellplastik in der Kapelle von Drüggelte am Möhnesee, ein Zusammenhang erscheint nicht ausgeschlossen.

## Galerie

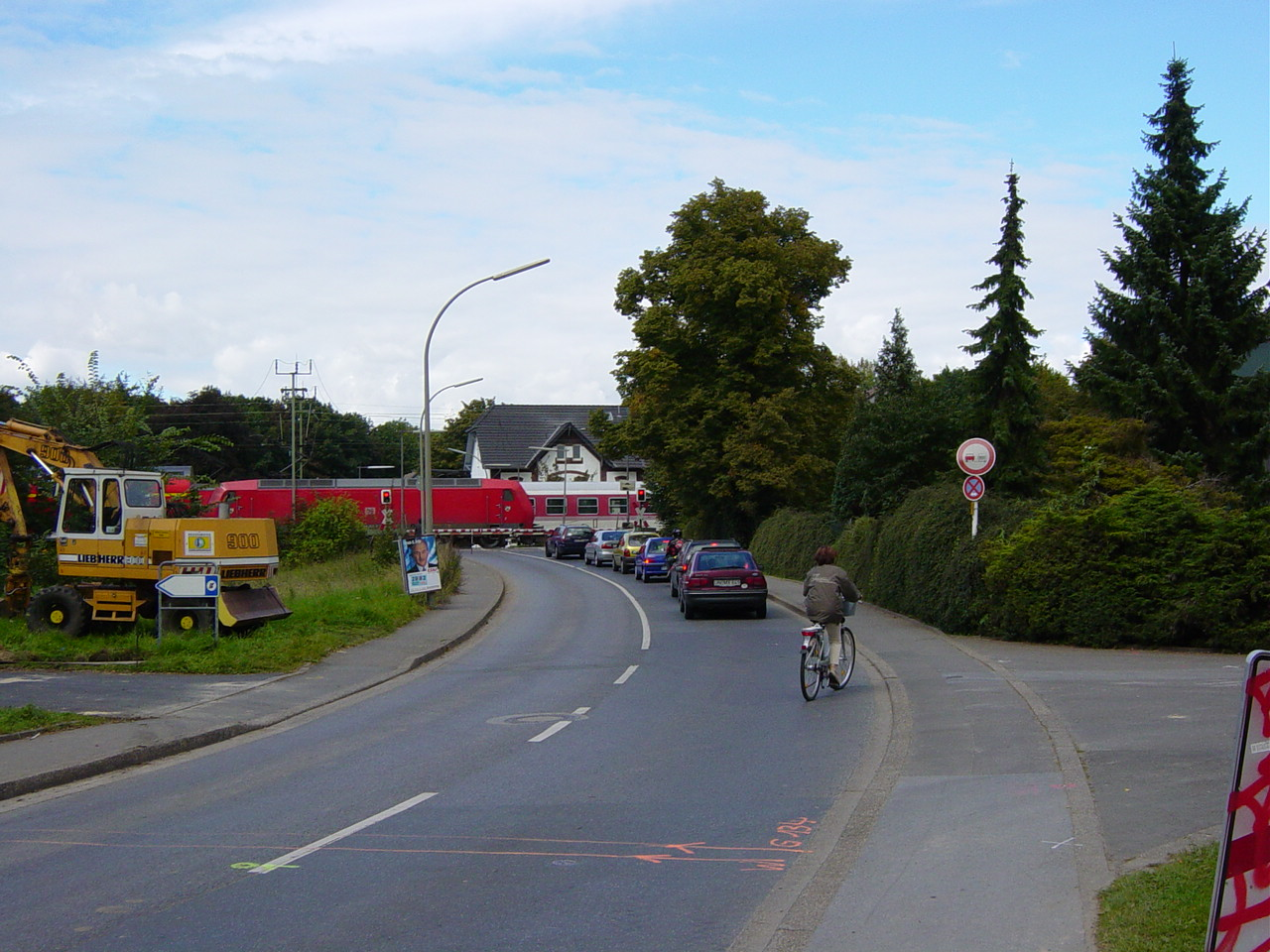
Bahnübergang vor dem Umbau
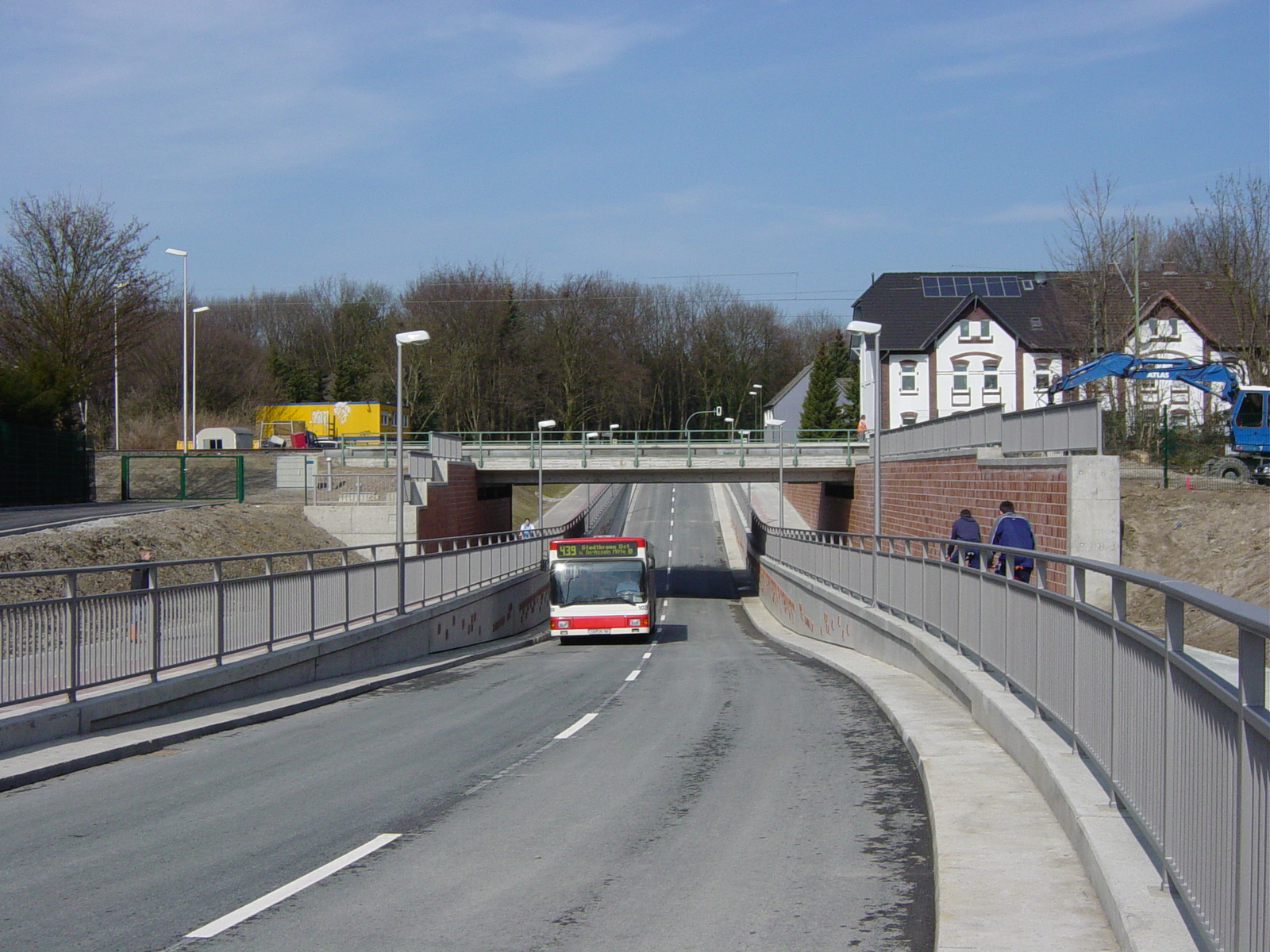
Neue Bahnunterführung 1. Linienbus
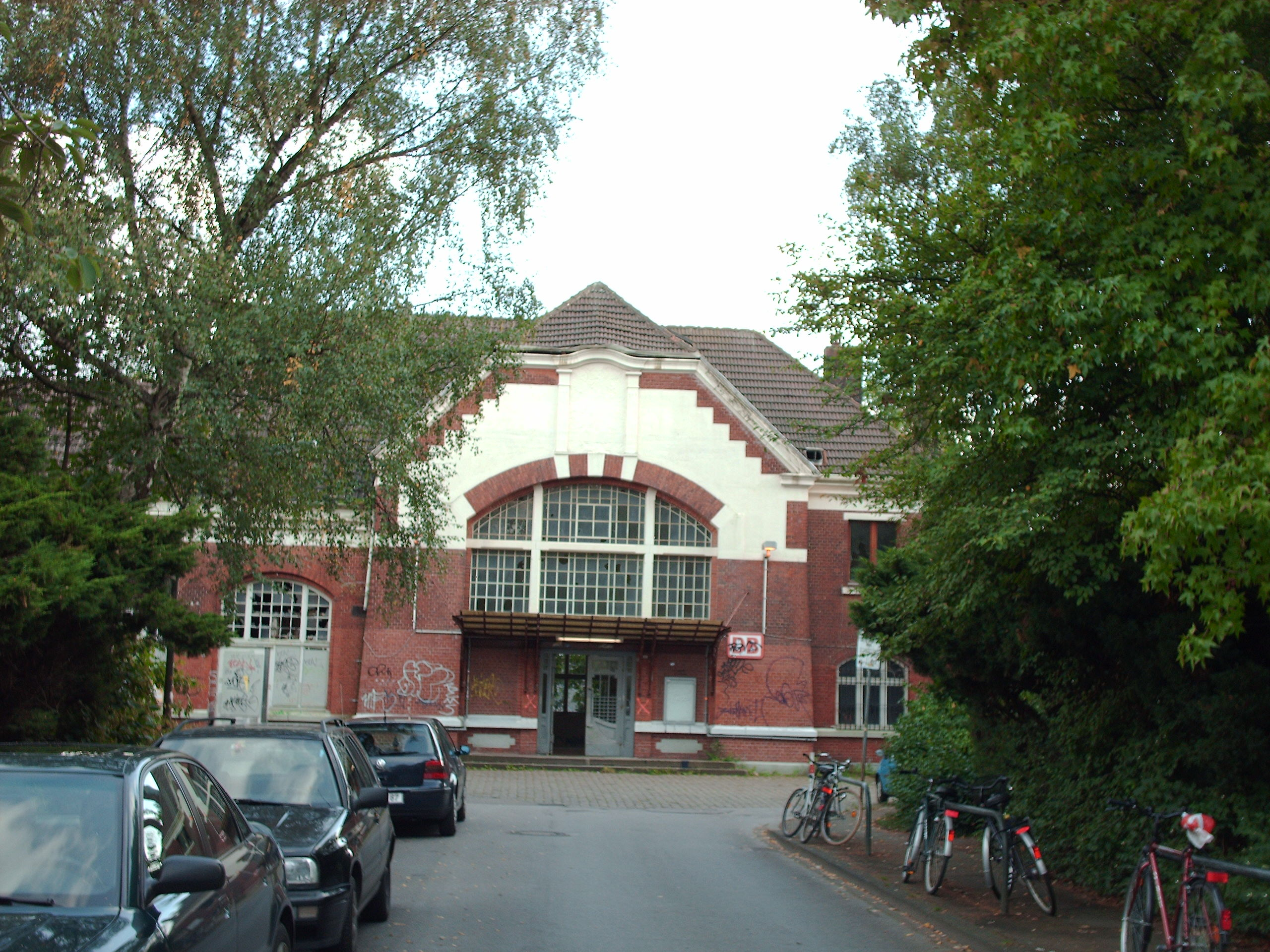
Bahnhof Kurl
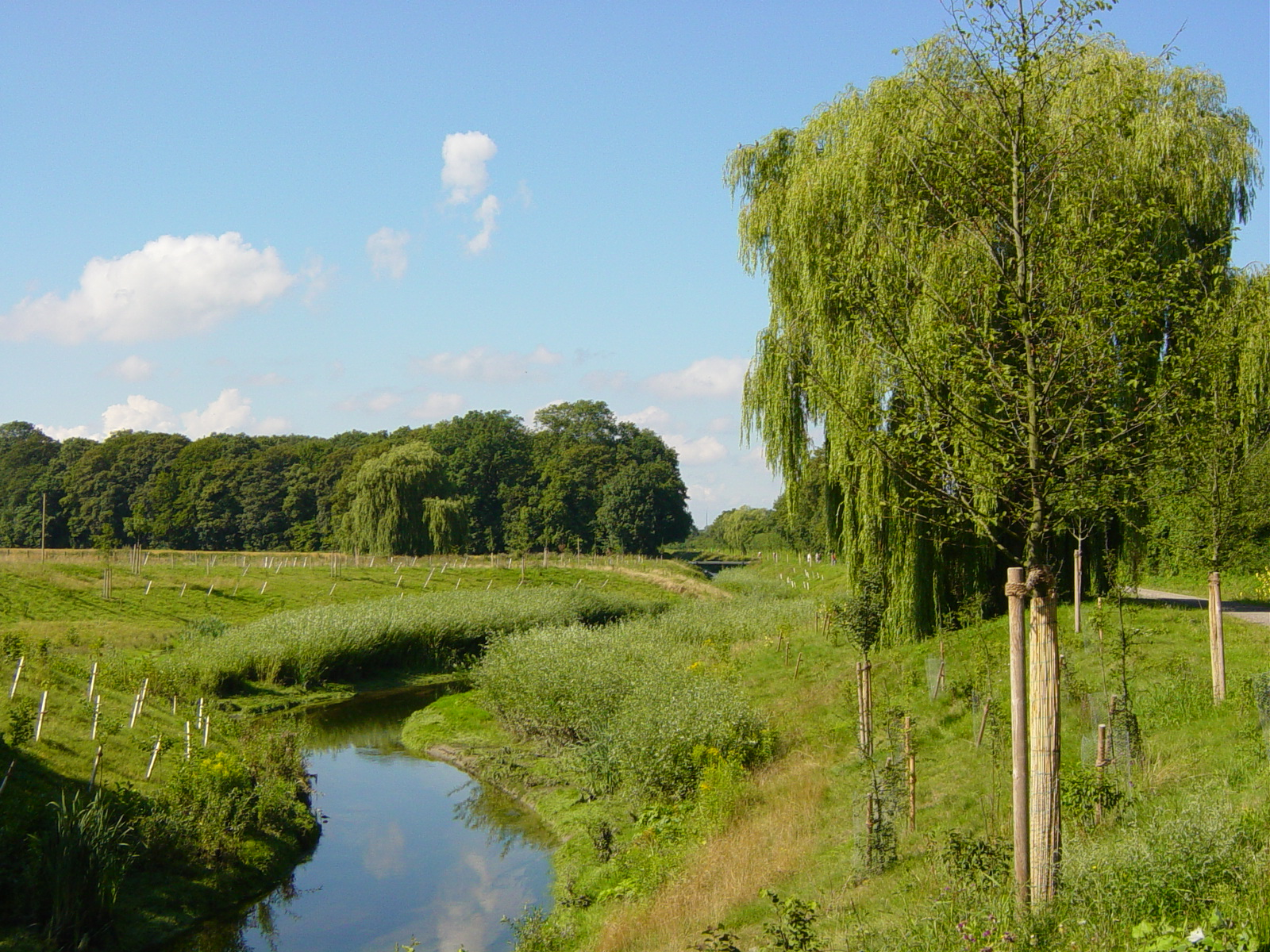
Der Körnebach bei Dortmund-Kurl
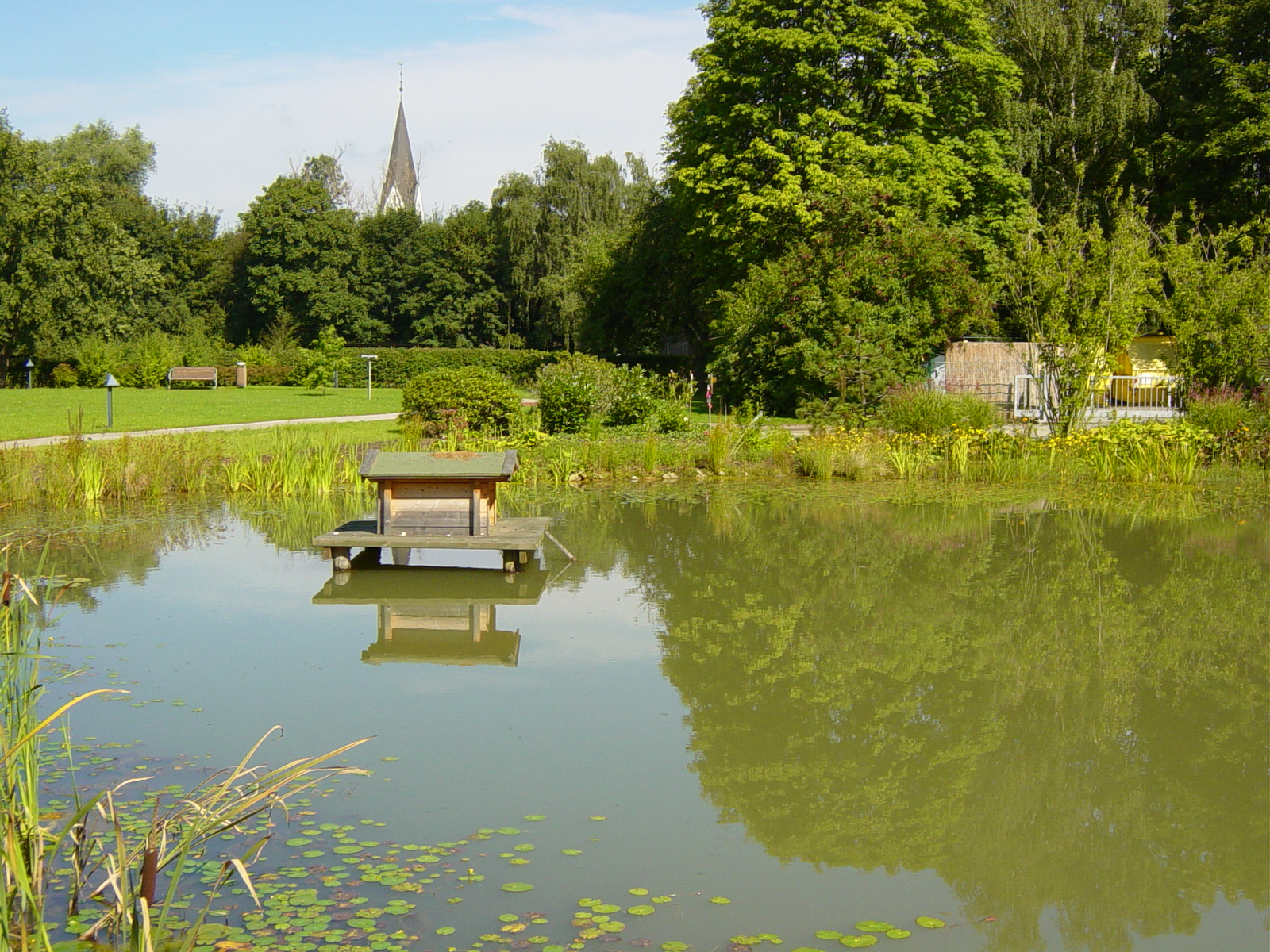
Parkanlage Krankenhaus Kurl
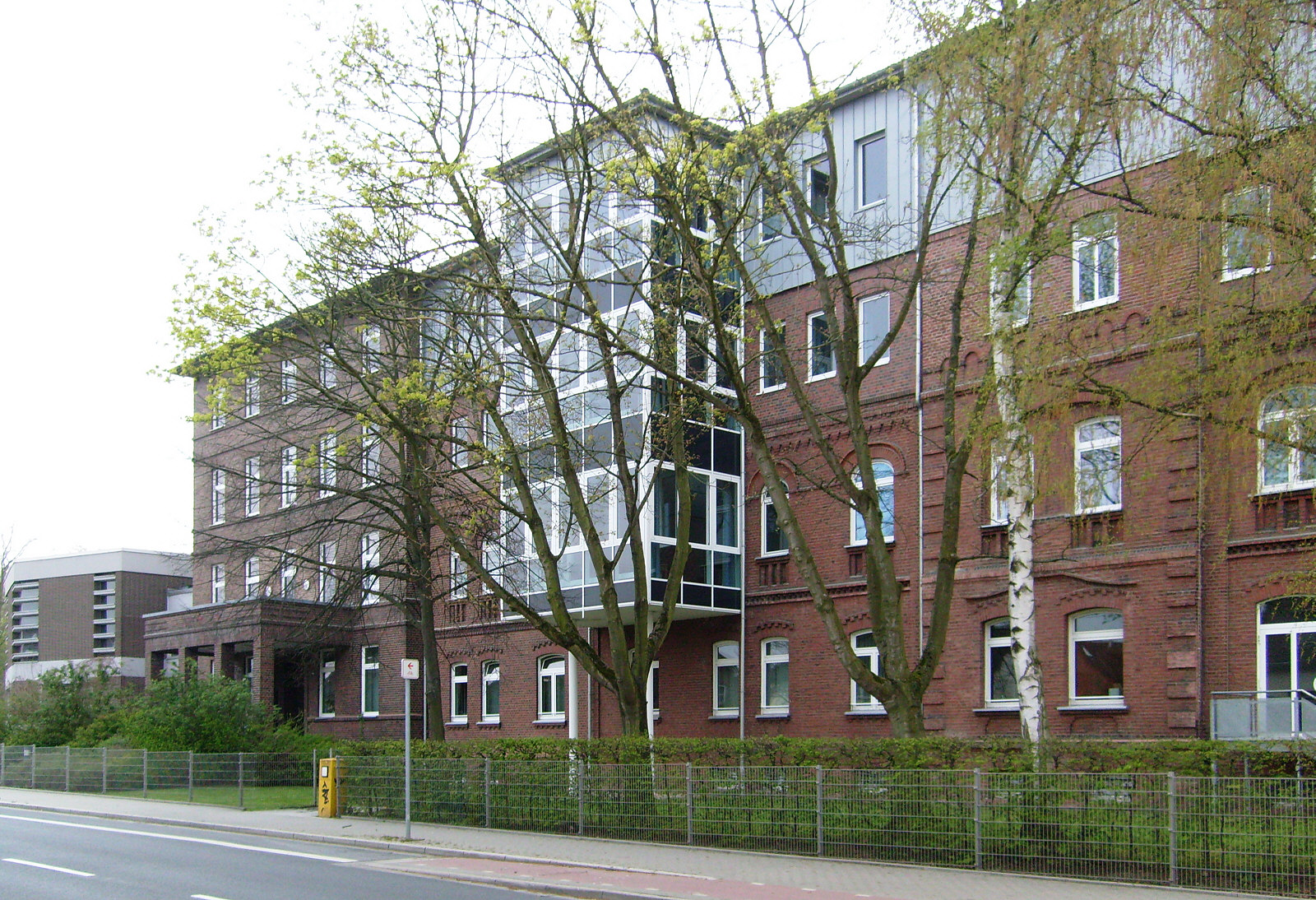
St.-Elisabeth-Krankenhaus/
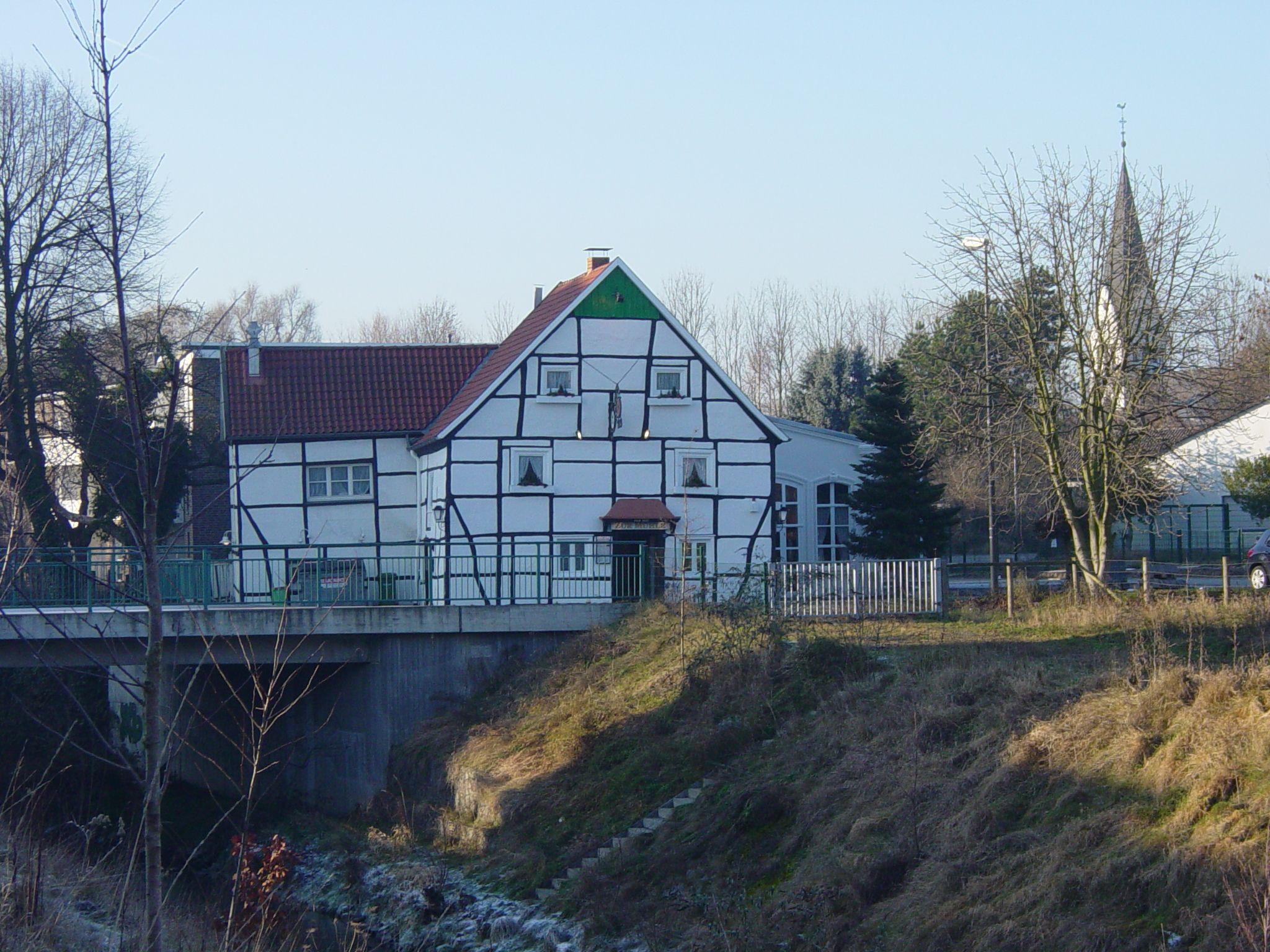
Restaurant Zur Mühle
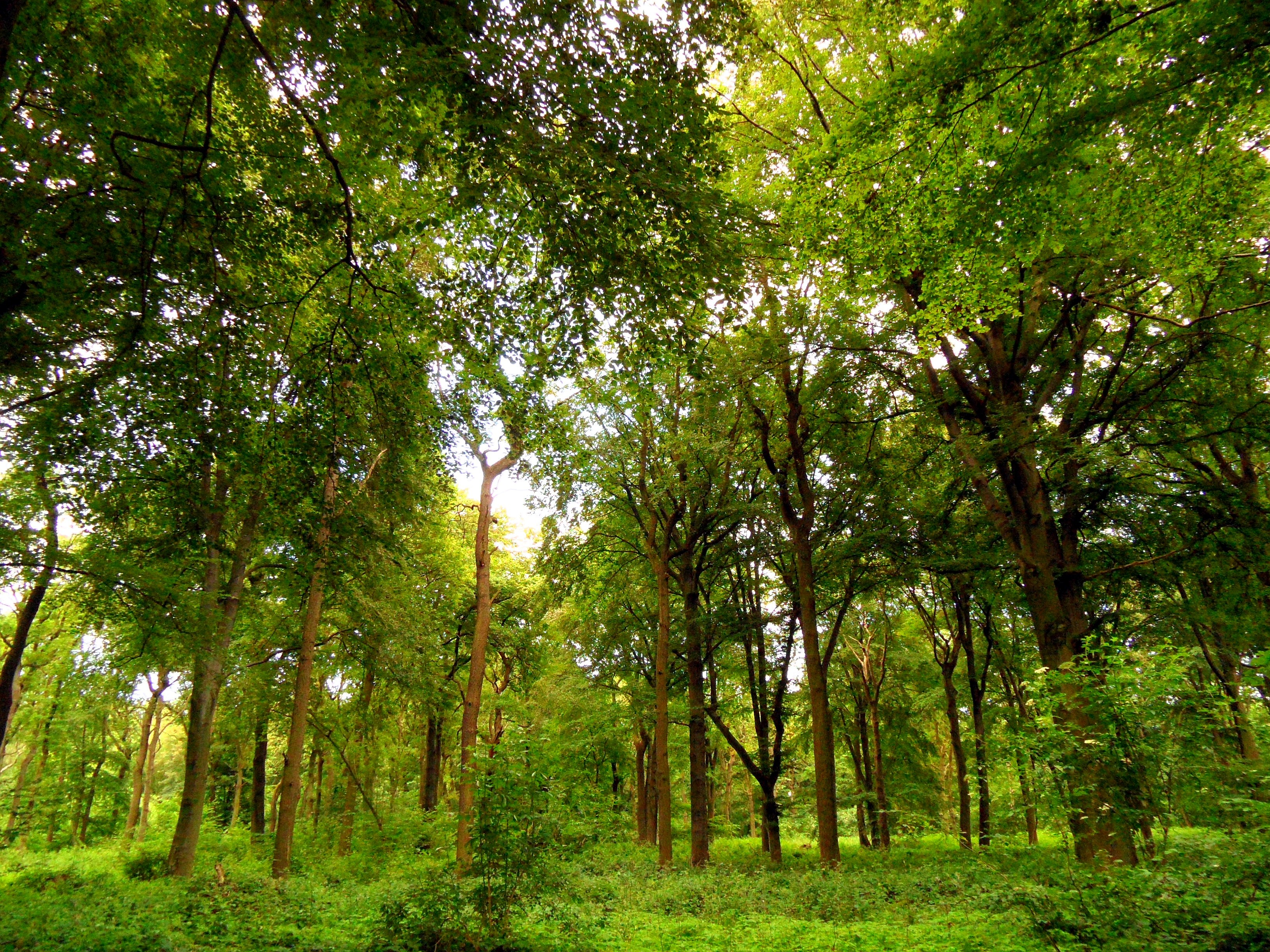
Naturschutzgebiet Alte Körne in Kurl